# Le Bestiaire fantastique
Le Bestiaire fantastique est une œuvre de Diva. C'est l'une des œuvres d'art de la Défense, en France.

## Description
L'œuvre est située dans le centre commercial Les Quatre Temps, sur le pourtour du puits de circulation reliant les différents étages, sous le dôme.

## Historique
L'œuvre est installée en 2006.